# José Daniel Bernal
José Daniel Bernal García (* 15. März 1973 in Bogotá) ist ein kolumbianischer Straßenradrennfahrer.
José Daniel Bernal gewann 1992 die Gesamtwertung der Vuelta a El Salvador. In den Jahren 1995, 1999 und 2000 konnte er die Gesamtwertung bei der Tour de la Guadeloupe für sich entscheiden. 2002 gewann er bei der Vuelta a Guatemala die achte Etappe und wurde Gesamtzweiter. Im nächsten Jahr war Bernal bei einem Teilstück der Tour de la Guadeloupe erfolgreich und wurde schon zum vierten Mal Erster der Gesamtwertung. 2005 gewann er dort wieder eine Etappe und 2009 war er mit seinem Team beim Mannschaftszeitfahren erfolgreich.

## Erfolge
1992
- Gesamtwertung Vuelta a El Salvador

1995
- Gesamtwertung Tour de la Guadeloupe

1997
- eine Etappe Vuelta a Colombia

1999
- Gesamtwertung Tour de la Guadeloupe

2000
- Gesamtwertung Tour de la Guadeloupe

2002
- eine Etappe Vuelta a Guatemala

2003
- eine Etappe und Gesamtwertung Tour de la Guadeloupe

2005
- eine Etappe Tour de la Guadeloupe

2009
- eine Etappe Tour de la Guadeloupe (Mannschaftszeitfahren)

## Teams
- 1995–1996 Pony Malta-Avianca
- 1997 Petróleos de Colombia-Energía Pura